# Ієроним Блонський
Ієроним Блонський (р.народж.невід., Львів — 1798, Київ ) — церковний діяч, ректор Києво-Могилянської академії (1791—1795).

## Життєпис
Народився у Львові, дата народження наразі не встановлена.
Був ігуменом Видубицького монастиря (у 1780-х роках).
9 вересня 1791 року був призначений ректором Києво-Могилянської академії і водночас архімандритом Михайлівського Золотоверхого монастиря.
27 червня 1795 року був переведений на посаду настоятеля Пустинно-Микільського монастиря у Києві.
Помер 1798 року на посаді настоятеля.